# Wegekreuz im Herrgottsacker

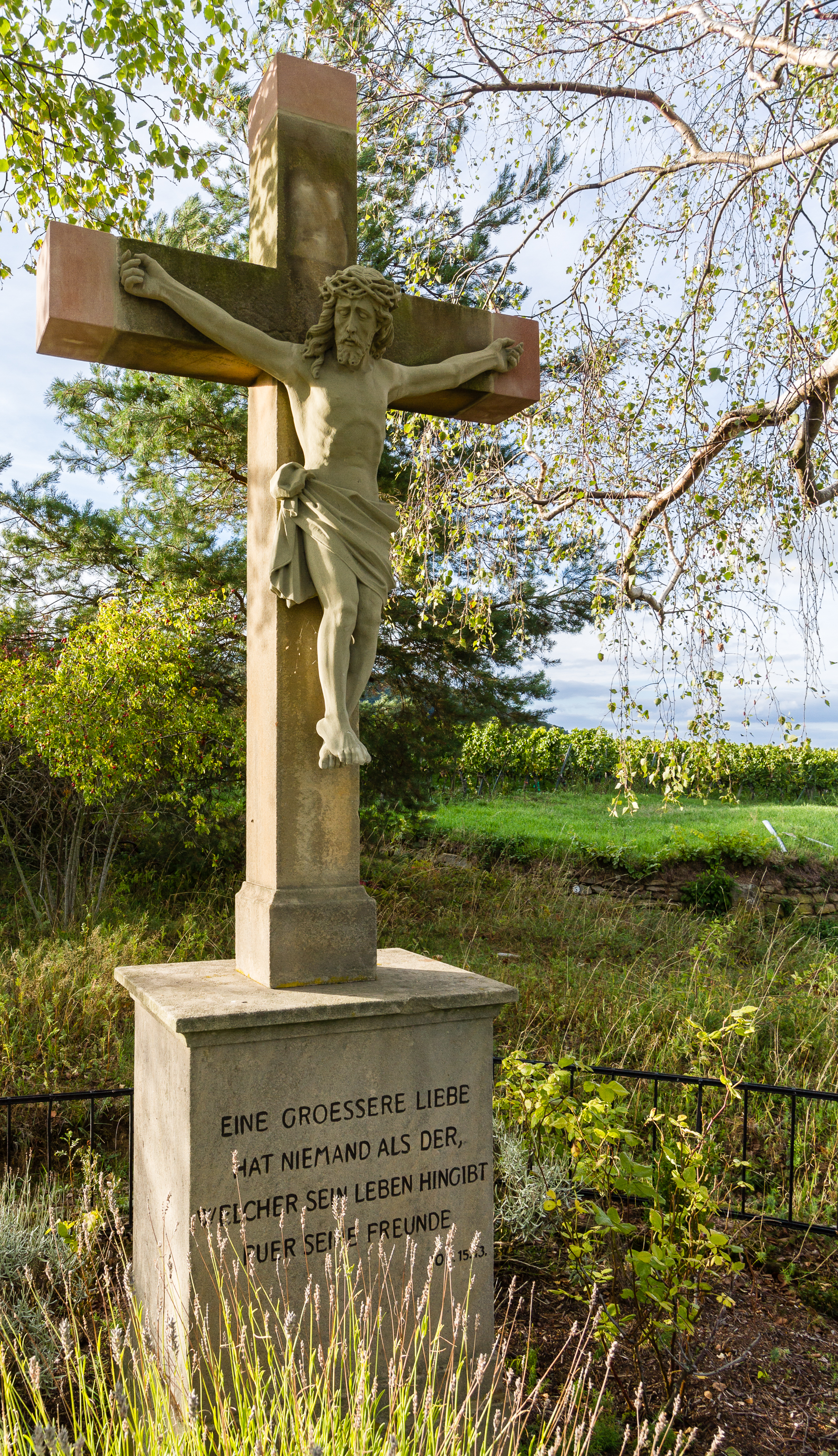
Wegekreuz im Herrgottsacker

Das Wegekreuz im Herrgottsacker auf der Gemarkung der pfälzischen Kleinstadt Deidesheim ist ein Flurkreuz, das früher nach dem Denkmalschutzgesetz des Landes Rheinland-Pfalz als Kulturdenkmal galt.
Das Kreuz steht nördlich von Deidesheim und etwa 600 Meter westlich der Deutschen Weinstraße in der Flur „Im Herrgottsacker“. Es liegt an einer Wegkreuzung, von der aus man auf einer vierstufigen Treppe zu dem Kreuz hinaufsteigen kann. Das Gelände unmittelbar um das Kreuz herum ist von einem metallenen Zaun eingerahmt. Das Kreuz, ebenso wie der Korpus, ist aus Gelbsandstein beschaffen. Es steht auf einem schlicht gehaltenen Sockel und stammt aus der Zeit um 1925.
Auf dem Sockel ist folgende Inschrift eingelassen:
„EINE GRÖSSERE LIEBE HAT NIEMAND ALS DER, WELCHER SEIN LEBEN HINGIBT FUER SEINE FREUNDE.
JOH. 15.13.“
Das Kreuz ist 3,50 m, sein Sockel 1,50 m hoch. Der Korpus ist 1,10 m lang. Das Kreuz ließen Heinrich Weber und seine Frau Apollonia Schäffer für ihren im Ersten Weltkrieg gefallenen Sohn Jakob aufstellen.